# Готфрид (Арнсберг)
Готфрид фон Арнсберг (на немски: Gottfried von Arnsberg; на латински: Godefridus comes de Arnesberg; * пр. 1244; † сл. 20 април 1266 или 1279) от Дом Куик е граф на Арнсберг.

## Произход и наследство
Той е най-големият син на граф Готфрид III фон Арнсберг († 1284/1287) и втората му съпруга графиня Аделхайд фон Близкастел († 1272), дъщеря на граф Хайнрих фон Близкастел († 1237) и Агнес фон Сайн († 1259).
Готфрид фон Арнсберг умира преди баща си бездетен през 1279 г. Баща му е наследен от син му Лудвиг († 1313).

## Фамилия
Готфрид фон Арнсберг се жени за графиня Хедвиг фон Равенсберг († 8 юни 1265), дъщеря на граф Лудвиг II фон Равенсберг († 1249) и Гертруда фон Липе († 1244). Те нямат деца.